# Anneke Assen
Johanna Gesina Maria (Anneke) Assen (Dalen, 13 december 1949) is een Nederlands voormalig politica van het CDA. Voor haar werk in de Tweede Kamer was ze een demografe en docente. Ze hield zich in de Kamer voornamelijk bezig met ruimtelijke ordening en milieuzaken. In de Tweede Kamer was ze ook de opvolger van Elco Brinkman, maar na drie jaar keerde ze in 1998 niet meer terug in de Kamer. 
Assen studeerde sociale wetenschappen en sociale geografie aan de Rijksuniversiteit Groningen en de Katholieke Universiteit Nijmegen tot 1988. Alvorens haar laatste studie af te ronden werkte ze al als docente aardrijkskunde in Groningen, wat ze twee jaar deed. Hierna vervulde ze enkele demografische functies, voornamelijk als wetenschappelijk medewerker demografie aan universiteiten. In 1990 maakte ze haar politiek debuut in de gemeenteraad van Nijmegen. Ze was lid van de raad tot 1994, waarna ze Tweede Kamerlid werd namens de CDA-fractie. In de drie jaar tijd als Kamerlid hield ze zich voornamelijk bezig met binnenlandse zaken, ruimtelijke ordening, milieu en verkeer (zeescheepvaart). Na haar politieke carrière ging Assen bestuurskunde doceren aan de Radboud Universiteit.
- International Standard Name Identifier: 0000 0003 9357 7556
- Nederlandse Thesaurus van Auteursnamen: 096662670
- Parlement.com: vg09llm1xgy0
- Virtual International Authority File: 287895754
- WorldCat: E39PBJc7YtkbYdXphD7VYqPYT3